# ヴェデンハ駅
座標: 北緯55度49分16秒 東経37度38分28秒 / 北緯55.8211度 東経37.6411度
ヴェデンハ駅（ヴェデンハえき、ロシア語: ВДНХ）は、モスクワ地下鉄6号線の駅。モスクワモノレールのヴィスタヴォーチヌイ・ツェントル駅と地上連絡通路で結ばれている。オスタンキノ地区とアレクセーエフスキー地区の境界に位置する。プロスペクト・ミーラ駅と全ロシア農業博覧会（ВСХВ）駅（現在のヴェデンハ駅）区間の一部として開業した。地下深くにある三つのアーチ状構造を持つ一面の島式ホームで、建設当初はモスクワ地下鉄で最も深い駅だった。

## 駅の場所
全ロシア博覧センターの南東にあり、ВДНХとはその略称である。

## 歴史
1958年5月1日に6号線の最初の区間の一部として完成し、モスクワ地下鉄の47駅目の駅となった。名前の由来は近くにあった全ロシア農業博覧会の略称であるВСХВである。しかし同月、1958年5月28日にソビエト連邦閣僚会議は農業、工業、建設の展示会をソ連国民経済達成博覧会（ВДНХ）として統合する政令を出した。その結果、1956年6月16日、ソ連国民経済達成博覧会は全ロシア農業博覧会のあった場所で一般公開された。博覧会の名称の変更に伴い、駅名も変更する必要になり、1959年12月12日に変更された。
1992年から2014年の間、ソ連国民経済達成博覧会（ВДНХ）は全ロシア博覧センター（ВВЦ）と名称が変更されたが、駅名はヴェデンハ駅のままであった。
1991年に「ヴィスタヴォーチナヤ駅」に、1992年には「ロストキノ駅」へと変更する計画が浮上したが、実施されなかった。2008年にはインターネット上で駅名が、付近に宇宙をテーマにした施設があることから、「コスミーチェスカヤ駅」に変更される可能性があるとの情報が流れた。しかしその情報の裏付けは得られなかった。

## 乗り換え
- ヴィスタヴォーチヌイ・ツェントル駅（モスクワモノレール）